# Лоптица за стони тенис
Лоптица за стони тенис је специјализована спортска лоптица која се користи у игри стоног тениса. Представља кључни елемент опреме без кога није могуће играти ову популарну спортску игру. Савремене лоптице за стони тенис су високо стандардизоване и морају да задовоље строге међународне спецификације како би се користиле у званичним такмичењима.

## Основне карактеристике
Према правилима Међународне федерације стонотениских спортова (ITTF), лоптица за стони тенис мора да буде сферног облика са масом од 2,7 грама и пречником од 40 милиметара. Ове димензије нису случајне већ су резултат деценија развоја и усавршавања спорта.
Лоптица мора да буде направљена од полимерских материјала, најчешће од ABS пластике или сличних полимера који обезбеђују потребну еластичност и трајност. Боја лоптице може бити бела или наранџаста, са мат завршном обрадом која спречава одсјај светлости током игре. Избор боје зависи од боје стола и околине - бела лоптица се боље види на зеленим или плавим столовима, док се наранџаста боље уочава на сивим или тамнијим површинама.

## Физичка својства и стандарди
Једно од најважнијих својстава лоптице за стони тенис је њен коефицијент одскока. Према ITTF стандардима, лоптица мора да одскочи између 24 и 26 центиметара када се пусти са висине од 30,5 центиметара на стандардни челични блок. Ово одговара коефицијенту рестутуције од 0,89 до 0,92, што обезбеђује предвидљиво понашање лоптице током игре.
Аеродинамичка својства лоптице су такође кључна за њено понашање у лету. Мат завршна обрада не само да смањује одсјај већ и утиче на аеродинамику, стварајући благи отпор ваздуха који омогућава играчима да боље контролишу путању лоптице. Сферни облик и глатка површина минимизују турбуленције ваздуха око лоптице током лета.

## Материјали и производња

### Историјат материјала
Првобитно су лоптице за стони тенис прављене од целулоида, материјала који је открио француски хемичар Александер Паркс 1856. године. Целулоид је био идеалан материјал јер је био лаган, еластичан и могао је да се обликује у савршену сферу. Међутим, целулоид је запаљив материјал што је представљало безбедносни ризик током производње и транспорта.

### Прелазак на полимерске материјале
Од 2015. године, ITTF је званично забранио употребу целулоида и прешао на полимерске материјале. Овај прелазак није био само из безбедносних разлога већ и због еколошких фактора - полимерски материјали су рециклабилни и мање штетни по животну средину. Најчешће коришћени полимери укључују ABS пластику, полистирен и специјалне композитне материјале развијене специјално за стони тенис.
Производни процес полимерских лоптица је сложен и захтева прецизност. Лоптице се праве у два дела који се затим спајају под високим притиском и температуром. Овај процес мора да обезбеди савршену сферичност и униформну дебљину зидова лоптице.

## Класификација квалитета

### Систем звездица
Произвођачи лоптица користе систем звездица за означавање квалитета, обично од једне до три звездице. Лоптице са три звездице представљају највиши квалитет и користе се у професионалним такмичењима. Лоптице са једном или две звездице су намењене рекреативној игри и тренингу.
Критеријуми за класификацију укључују:
- Прецизност димензија (пречник и тежина)
- Униформност одскока
- Трајност материјала
- Аеродинамичка стабилност
- Отпорност на деформације

### ITTF одобрење
Једини начин да лоптица буде коришћена у званичним ITTF такмичењима је да има званично одобрење федерације. Ово одобрење се добија након ригорозних тестова који укључују мерење свих физичких параметара, тестове трајности и провере квалитета производње. Одобрене лоптице носе специјални печат или ознаку ITTF-а која је обично одштампана директно на лоптици.

## Историјски развој

### Рани период
Стони тенис је настао крајем 19. века у Енглеској, а прве лоптице су биле импровизоване - користиле су се лоптице за голф, корк или чак орахи. Прва специјализована лоптица за стони тенис направљена је 1900. године од целулоида, што је револуционизовало игру јер је омогућило много бржу и динамичнију игру.

### Стандардизација димензија
Током раних деценија 20. века, димензије лоптице нису биле стандардизоване, што је стварало проблеме на међународним такмичењима. Прва озбиљна стандардизација догодила се 1926. године када је основана Међународна федерација стонотениских спортова. Тада је утврђено да лоптица мора имати пречник од 38 милиметара.

### Прелазак на 40мм лоптице
Најзначајнија промена у историји лоптице за стони тенис догодила се 2000. године када је ITTF одлучио да повећа пречник са 38 на 40 милиметара. Ова одлука је донета са циљем да се игра учини спорија и атрактивнија за гледаоце, јер су професионални играчи достигли невероватне брзине које су чиниле игру тешком за праћење.
Промена није била популарна међу играчима. Владимир Самсонов, тада светски број један, претио је бојкотом Светског купа који је требало да уведе нову лоптицу 12. октобра 2000. године. Многи играчи су тврдили да већа лоптица мења фундаменталне аспекте игре и фаворизује одбрамбене играче на штету нападача.

## Утицај на игру

### Аеродинамика и брзина
Повећање пречника лоптице са 38 на 40 милиметара значајно је утицало на аеродинамику. Већа лоптица има већи отпор ваздуха, што резултује спорији летом и краћим путањама. Ово је омогућило дуже размене и тактичнију игру, што је био циљ ITTF-а.
Промена материјала са целулоида на полимер такође је утицала на карактеристике лоптице. Полимерске лоптице су нешто теже и имају другачији звук при удару, што је захтевало прилагођавање од стране играча. Многи професионалци су приметили да полимерске лоптице имају мање "осећаја" и теже је контролисати ефекте.

### Тактичке импликације
Већа и спорија лоптица променила је тактику игре. Нападачи су морали да развију нове технике за генерисање брзине, док су одбрамбени играчи добили више времена за реаговање. Ово је довело до еволуције стилова игре и развоја нових техника.

## Производња и тржиште

### Главни произвођачи
Тржиште лоптица за стони тенис доминира неколико великих произвођача. Међу најпознатијима су Butterfly, DHS (Double Happiness), Nittaku, и JOOLA. Сваки од ових произвођача има своје специјалности и различите приступе производњи.
DHS, кинески произвођач, је највећи произвођач лоптица за стони тенис у свету и званични добављач за многа међународна такмичења. Butterfly, јапанска компанија, фокусира се на премијум квалитет и иновације. Nittaku је познат по својим високо квалитетним лоптицама са три звездице које се користе на Олимпијским играма.

### Контрола квалитета
Модерна производња лоптица за стони тенис укључује строге процедуре контроле квалитета. Свака лоптица се тестира на више параметара:
- Прецизност димензија (толеранција од ±0,1мм за пречник)
- Тежина (толеранција од ±0,1г)
- Сферичност (максимална девијација од 0,05мм)
- Коефицијент одскока
- Униформност материјала

## Еколошки аспекти
Прелазак са целулоида на полимерске материјале није био мотивисан само безбедносним разлозима већ и еколошким. Целулоид је био тешко рециклабилан и његова производња је укључивала штетне хемикалије. Модерни полимерски материјали су рециклабилни и њихова производња има мањи утицај на животну средину.
Неки произвођачи су развили програме рециклирања старих лоптица, где се употребљене лоптице сакупљају и прерађују у нове производе. Ово је посебно важно јер се годишње произведе више од 100 милиона лоптица за стони тенис широм света.

## Будућност развоја
Истраживања у области материјала настављају да утичу на развој лоптица за стони тенис. Нови композитни материјали могу да обезбеде боље перформансе, већу трајност и мањи утицај на животну средину. Неки произвођачи експериментишу са нанотехнологијама за побољшање површинских својстава лоптице.
Дигитална технологија такође налази своје место у развоју лоптица. Паметне лоптице са уграђеним сензорима могу да прате брзину, ротацију и путању, што може бити корисно за тренинг и анализу игре. Иако такве лоптице неће бити дозвољене у званичним такмичењима, оне могу револуционизовати начин на који играчи тренирају.

## Закључак
Лоптица за стони тенис, иако мала и наизглед једноставна, представља резултат више од века иновација и усавршавања. Од првих импровизованих лоптица до данашњих високо прецизних полимерских сфера, развој лоптице пратио је еволуцију самог спорта. Строги стандарди квалитета и континуирана истраживања обезбеђују да лоптице за стони тенис остану на врхунском нивоу перформанси, омогућавајући играчима свих нивоа да уживају у овој динамичној и узбудљивој игри.